# Paolo Casadei
Paolo Casadei (11 aprile 1966) è un ex sollevatore sammarinese.

## Biografia
Nato nel 1966, gareggiava nella classe di peso dei 67.5 kg (pesi leggeri).
A 22 anni ha partecipato ai Giochi olimpici di Seul 1988, nei 67.5 kg, non riuscendo ad avere successo in nessuno dei tre tentativi dello strappo e non venendo quindi ammesso alla fase dello slancio.